# 大切畑ため池
大切畑ため池（おおきりはたためいけ）は、熊本県阿蘇郡西原村にある池。農業用のため池で、高さ23メートルのアースダム・大切畑ダムによって形成される。ため池百選。熊本地震 (2016年) で被災したため、復旧工事が進められている。

## 歴史

### 建設・改修

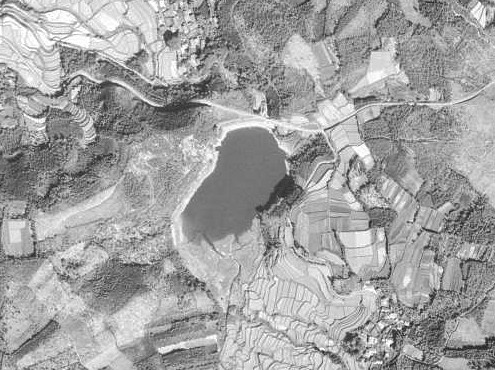
改修前の大切畑ため池

江戸時代、肥後国熊本藩主細川氏は、ため池や用水路の整備を命じ、畑が中心であった当地に多くの水田が開かれた。鳥子川の大切畑ため池もその1つであり、布田手永（現在の大津町の南東部・西原村の北西部・南阿蘇村長陽地区の南部・久木野地区中央部あたり）の惣庄屋・矢野甚兵衛が、安政2年から6年にかけて築造したものである。
大切畑ため池は戦後になって改修が施された。工事は1970年（昭和45年）度に着工し、1975年（昭和50年）度に完成。ため池を形成する大切畑ダムは、高さ23メートルのアースダムで、総貯水容量は85万1,000立方メートルである。水田やサツマイモ畑など、約200ヘクタールの農地を潤す。また、地域の防火用水として利用されたり、さらに近隣の深迫ダムに水を送るなど、当地においてその役割は重要視されている。
2010年（平成22年）3月11日、農林水産省は大切畑ため池をため池百選の1つに選定した。

### 平成28年（2016年）熊本地震の影響

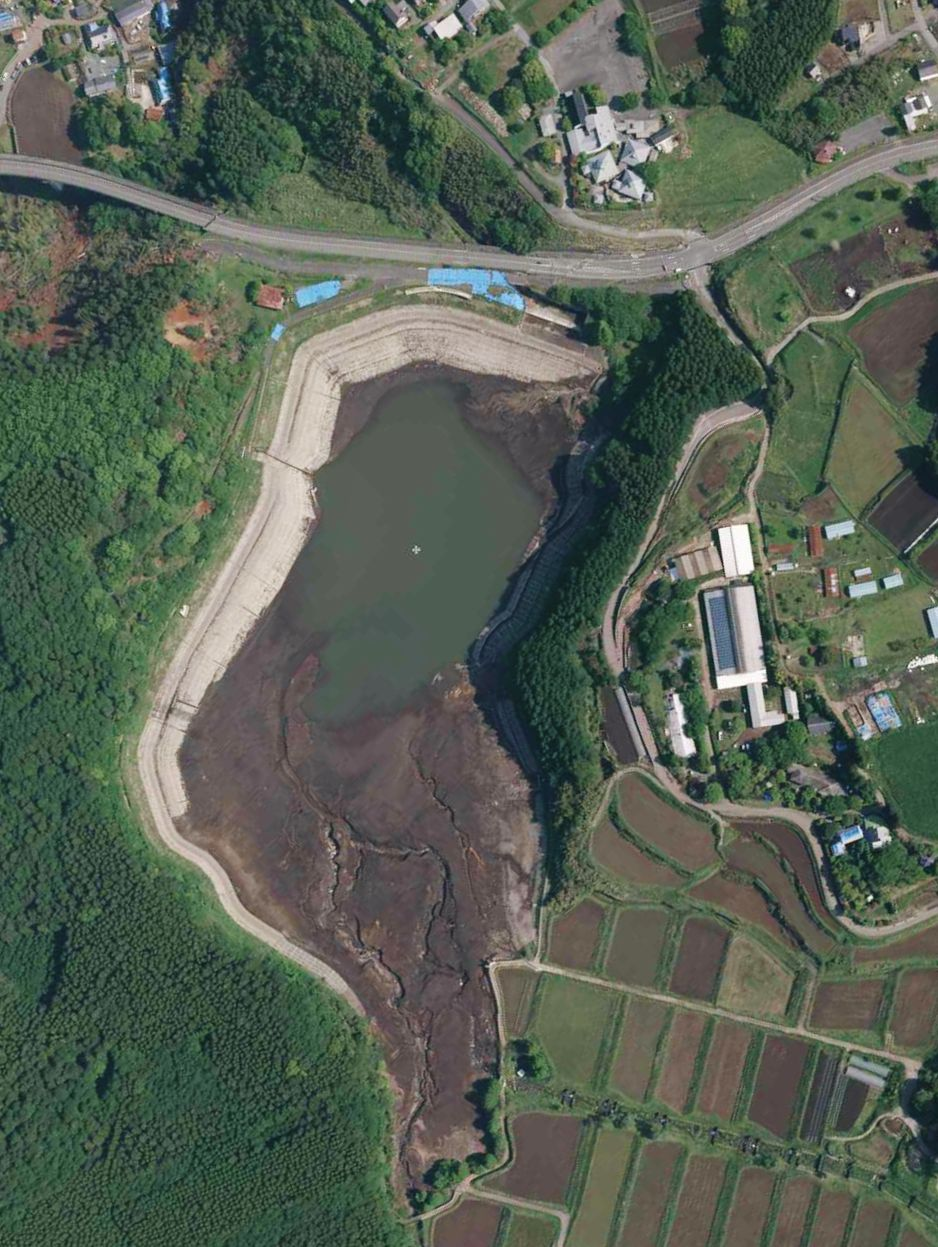
熊本地震を受けての水位低下後の大切畑ため池

2016年（平成28年）4月に発生した熊本地震の影響で、大切畑ダムが決壊の危機にあるとして、住民に対し避難勧告がなされた。日本のダムが地震で決壊した例としては、福島県須賀川市、阿武隈川水系江花川に建設された藤沼ダム（藤沼湖）がある（東北地方太平洋沖地震（東日本大震災）によるもの）。その後の調査により、大切畑ダムが決壊するおそれはないと確認されたものの、分水施設の破損により大量の漏水が発生。ため池の水を抜き、水を安定して流下させる措置が取られた。農研機構（農業・食品産業技術総合研究機構）の専門家による調査では、ダム堤体や洪水吐にひび割れ等の異状が発見されている。また、同じ西原村内の下小森ため池でも被害が発生。池を囲っていた堤防の一部が決壊し、貯水の全量が近隣の農地に流出した。これによる人的被害はない。
1996年（平成8年）に熊本県の委託により実施した地質調査で、大切畑ため池をかすめるようにして東西に布田川断層が走っていることが判明している。この断層は地学的知見から活断層であると確実視され、マグニチュード7程度の地震が発生すると推計されていた。西原村ではあらかじめ鳥子地区の住民に対し、大切畑ダムが決壊した際の避難場所として西原村立山西小学校（第1避難場所）、西原村立西原中学校（第2避難場所）、中央公民館および構造改善センター（第3避難場所）を指定している。
大切畑ため池の復旧にあたっては、ダムを元の位置から270メートル南側に移設し、断層を回避する方法が採られた。これに伴い貯水容量が減少するが、受益農家の減少を考慮し、既存の3割減となる60万立方メートルで十分とした。費用は約87億円で、元の位置で復旧する場合（約64億円）よりも高額となるが、大半を国の災害復旧事業でまかなわれるため、県の負担は約2,740万円にとどまる。県は2018年（平成30年）10月9日、西原村小森に大切畑ダム復興事務所を開設。2019年度に着工、2023年度完成、2024年度の供用開始を見込んでいる。

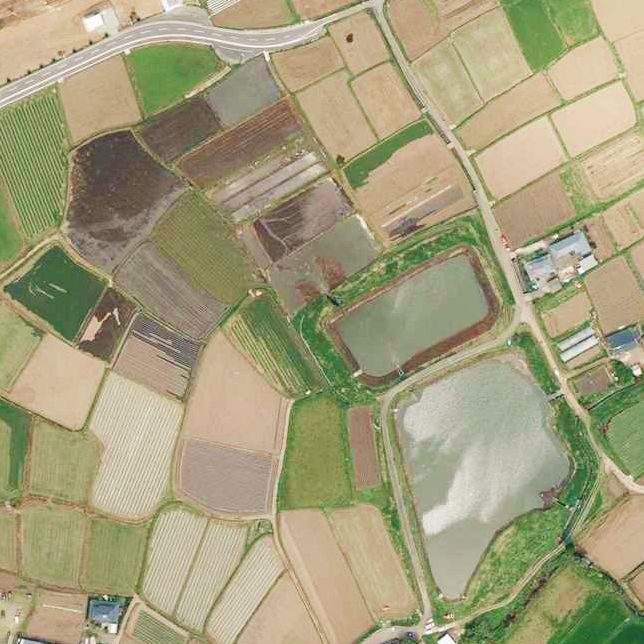
熊本地震で決壊した下小森ため池

## 周辺
大切畑ため池の周囲には、池を一周する遊歩道や、展望のよい休憩所、広場などが設けられ、親水公園として整備されている。春は北側に植樹された約80本もの桜の木が花をつけ、夏は湖面を活用したイベント「ふるさと交流会いかだ競争」で賑わい、秋は南西側において紅葉が美しい。環境改善に地域一体となって取り組んでいる。カモやサギ、イノシシ、シカ、タヌキといった鳥獣の姿も見られる。
ため池には阿蘇外輪山・俵山の南麓に端を発する鳥子川の水が注ぐ。上流部は雨期においてのみ流水を確認することができる。水源には妙見社・塩井社がまつられている。鳥子川はため池を経て北の鳥子地区へと流れて行き、そのほか用水路が南へと伸びている。俵山の西麓は原野や森林が広がり、その西方に大切畑ため池を始めとするため池群が潤す田畑や集落がある。

## 交通アクセス
公共交通機関
大切畑ため池の付近に「萌の里・俵山登山口」バス停がある。JR熊本駅から九州産交バス・快速たかもり号に乗車、熊本空港（阿蘇くまもと空港）を経て「萌の里・俵山登山口」バス停で下車。徒歩10分でため池水源の塩井社まで行ける。
自家用自動車
熊本市から熊本県道28号熊本高森線を俵山方面に向かって進む。駐車場あり。

## 大切畑ため池に関連する作品
- 『西原音頭』 - 作詞：小城要 / 作曲：岩代浩一による楽曲（音頭）。3番で「親が築いた　大切畑の　水でうるおす　大耕地」（引用）と歌われる[24]。